# Bodo von Witzendorff

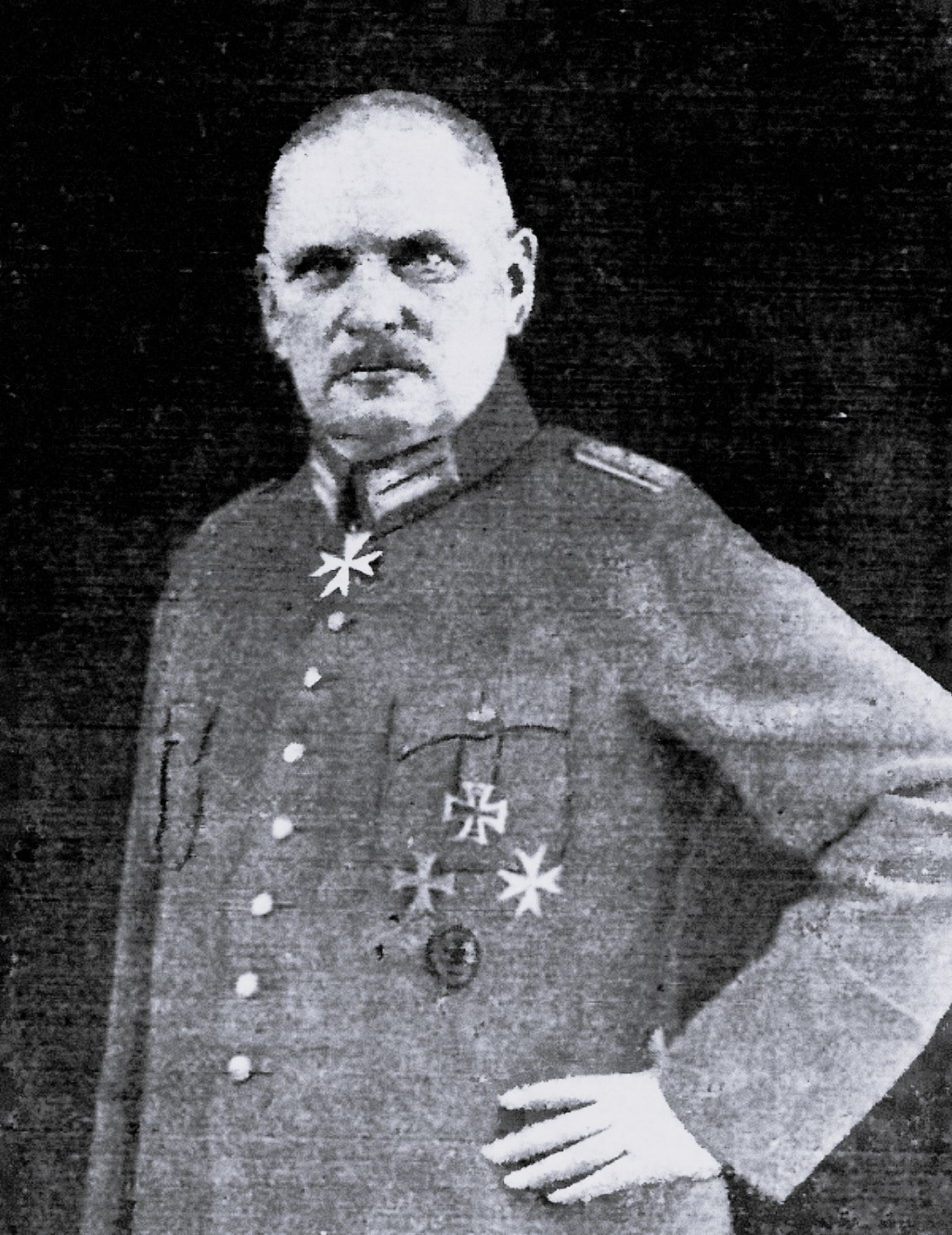
Oberst Bodo von Witzendorff (1931)

Bodo Viktor Adolf Wilhelm von Witzendorff (* 29. August 1876 in Schwerin; † 9. August 1943 in Berlin) war ein General der Flieger der deutschen Luftwaffe im Zweiten Weltkrieg.

## Leben

### Herkunft
Bodo war der Sohn des mecklenburg-schwerinschen Kammerdirektors Ernst von Witzendorff und dessen Ehefrau Elisabeth, geborene Freiin von Maltzahn (* 1850).

### Militärkarriere
Witzendorff trat am 1. Dezember 1894 als Fahnenjunker in das Großherzoglich Mecklenburgische Grenadier-Regiment Nr. 89 ein. Von Juni 1895 bis März 1896 absolvierte er die Kriegsschule Hannover. Witzendorff avancierte bis Mitte Juni 1906 zum Oberleutnant und wurde zunächst als Bataillons- und Regimentsadjutant verwendet, ehe er am 13. September 1911 unter Beförderung zum Hauptmann als Adjutant der 76. Infanterie-Brigade nach Erfurt versetzt wurde.
Mit dieser kam er bei Ausbruch des Ersten Weltkriegs zunächst an der Westfront bei der Eroberung von Namur zum Einsatz. Dann verlegte die Brigade in den Osten und beteiligte sich an der Schlacht an den Masurischen Seen. Im Mai 1915 kehrte Witzendorff mit der Ernennung zum Adjutant der 103. Infanterie-Division an die Westfront zurück. In dieser Position wurde Witzendorff am 19. Oktober 1915 schwer verwundet. Erst nach neun Monaten in einem Lazarett, kehrte er am 21. Juni 1916 zum Ersatz-Bataillon des 3. Thüringischen Infanterie-Regiments Nr. 71 zurück, wo er bis Ende Juli 1916 verblieb. Zum 1. August 1916 erfolgte seine Versetzung zum Stab des stellvertretenden XI. Armee-Korps, wo er jedoch nur wenige Wochen verblieb. Zum 22. August 1916 wurde Witzendorff zum Kommandanten der mobilen Etappen-Kommandantur 5 des IV. Armee-Korps ernannt, welche er bis zum 8. September 1916 führte. Anschließend übernahm er bis Ende August 1918 das Kommando über die mobilen Etappen-Kommandantur 4 des Gardekorps und wurde am 27. Januar 1918 zum Major befördert. Zum 1. September 1918 wechselte er als Erster Adjutant in das Generalkommando des VIII. Armee-Korps über, wo Witzendorff das Kriegsende erlebte und darüber hinaus bis Ende September 1919 verblieb.
Im Anschluss diente Witzendorff vom 29. August bis Ende September 1919 zunächst beim Stab des Reichswehr-Gruppenkommando 2, dessen Hauptquartierskommandant er zum 1. Oktober 1919 war. Zum 1. September 1922 wurde er zum Bataillonskommandeur im 17. Infanterie-Regiment ernannt, wo er bis Ende Juli 1925 verblieb. Anschließend war Witzendorff bis Ende Januar 1928 beim Stab des Gruppenkommandos 2 eingesetzt. Zum 1. Februar 1928 wechselte er in den Stab des 6. Infanterie-Regiments nach Lübeck, wo er zum 1. März 1929 zu dessen Kommandeur ernannt wurde. Unter Beförderung zum Generalmajor war Witzendorff ab dem 1. Dezember 1931 Kommandant von Berlin. Am 31. Januar 1933, dem Tag nach der Machtergreifung durch die Nationalsozialisten, trat er von diesem Posten zurück und schied unter Verleihung des Charakters als Generalleutnant aus dem aktiven Wehrdienst aus.
Wenige Monate später, zum 1. Dezember 1933, wurde er jedoch für die im Aufbau befindliche Luftwaffe reaktiviert. Im Reichsluftfahrtministerium (RLM) war er sodann bis Ende Juli 1937 als Abteilungschef im Luftwaffen-Personalamt und anschließend vom 1. August 1937 bis Ende Februar 1938 als Chef der Zentralabteilung im RLM eingesetzt. In dieser Stellung wurde ihm am 1. Oktober 1937 der Charakter als General der Flieger verliehen. Zum 1. März 1938 wurde seine Abteilung in das Zentralamt umgewandelt. Witzendorff erhielt am 1. Februar 1939 das Patent zu seinem Dienstgrad und am 16. November 1942 das Deutsche Kreuz in Silber. Am 30. November gab er die Leitung ab und wurde endgültig pensioniert.
Seit 1915 war er verheiratet mit Carola von Rantzau (1887–1940). Seine letzte Ruhestätte befindet sich auf dem Südwestkirchhof Stahnsdorf.

## Auszeichnungen
- Kronenorden IV. Klasse[4]
- Eisernes Kreuz (1914) II. und I. Klasse[4]
- Verwundetenabzeichen (1918) in Schwarz[4]
- Preußisches Dienstauszeichnungskreuz[4]
- Hessische Tapferkeitsmedaille[4]
- Ritterkreuz des Greifenordens[4]
- Mecklenburgisches Kriegsverdienstkreuz I. Klasse[4]
- Orden Heinrichs des Löwen IV. Klasse[4]
- Ritterkreuz II. Klasse des Ordens vom Weißen Falken[4]
- Ritterkreuz I. Klasse des Herzoglich Sachsen-Ernestinischen Hausordens mit Schwertern[4]
- Kreuz für Verdienste im Kriege[4]
- Ehrenkreuz von Schwarzburg III. Klasse mit Schwertern[4]
- Österreichisches Militärverdienstkreuz III. Klasse mit Kriegsdekoration[4]